# Oscar 2006
A 78.ª edição do Oscar, apresentada pela Academy of Motion Picture Arts and Sciences (AMPAS) em 05 de março de 2006, homenageou filmes de 2005 no Kodak Theatre em Los Angeles. Durante a cerimônia, foram premiadas 24 categorias. A transmissão televisiva foi feita pelo canal ABC e produzida por Gil Cates e dirigida por Louis J. Horvitz. O ator Jon Stewart apresentou a premiação pela primeira vez. Duas semanas antes, Rachel McAdams apresentou a premiação por conquistas técnicas em 18 de fevereiro no The Beverly Hilton em Beverly Hills na California.

## Melhor Filme
- Vencedor:
  - Crash - No Limite
- Indicados:
  - Munique
  - Capote
  - O Segredo de Brokeback Mountain
  - Boa Noite e Boa Sorte

## Melhor Direção
- Vencedor:
  - Ang Lee por O Segredo de Brokeback Mountain
- Indicados:
  - George Clooney por Boa Noite e Boa Sorte
  - Steven Spielberg por Munique
  - Bennett Miller por Capote
  - Paul Haggis por Crash - No Limite

## Melhor Ator
- Vencedor:
  - Philip Seymour Hoffman por Capote
- Indicados:
  - Terrence Howard por Ritmo de um Sonho
  - David Strathairn por Boa Noite e Boa Sorte
  - Joaquin Phoenix por Johnny & June
  - Heath Ledger por O Segredo de Brokeback Mountain

## Melhor Atriz
- Vencedor:
  - Reese Whiterspoon por Johnny & June
- Indicados:
  - Felicity Huffman por Transamérica
  - Keira Knightley por Orgulho e Preconceito
  - Charlize Theron por Terra Fria (2005)
  - Judi Dench por Sra. Henderson Apresenta

## Melhor Ator Coadjuvante
- Vencedor:
  - George Clooney por Syriana - A Indústria do Petróleo
- Indicados:
  - William Hurt por Marcas da Violência
  - Jake Gyllenhaal por O Segredo de Brokeback Mountain
  - Paul Giamatti por A Luta Pela Esperança
  - Matt Dillon por Crash - No Limite

## Melhor Atriz Coadjuvante
- Vencedor:
  - Rachel Weisz por The Constant Gardener (filme)
- Indicados:
  - Michelle Williams por O Segredo de Brokeback Mountain
  - Amy Adams por Junebug
  - Frances McDormand por Terra Fria (2005)
  - Catherine Keener por Capote

## Melhor Filme de Animação
- Vencedor:
  - Wallace e Gromit: A Batalha dos vegetais
- Indicados:
  - A Noiva Cadáver
  - O Castelo Animado

## Melhor Filme de Língua Estrangeira
- Vencedor:
  - Infância Roubada
- Indicados:
  - Paradise Now
  - Uma Mulher contra Hitler
  - La Bestia nel cuore
  - Feliz Natal

## Melhor Roteiro Original
- Vencedor:
  - Crash - No Limite
- Indicados:
  - A Lula e a Baleia
  - Syriana - A Indústria do Petróleo
  - Ponto Final - Match Point
  - Boa Noite e Boa Sorte

## Melhor Roteiro Adaptado
- Vencedor:
  - O Segredo de Brokeback Mountain
- Indicados:
  - Marcas da Violência
  - O Jardineiro Fiel (filme)
  - Capote
  - Munique

## Melhor Figurino
- Vencedor:
  - Memórias de uma Gueixa
- Indicados:
  - Orgulho e Preconceito
  - Sra. Henderson Apresenta
  - Johnny & June
  - A Fantástica Fábrica de Chocolate

## Melhor Maquiagem
- Vencedor:
  - Crônicas de Nárnia: O Leão, a Feiticeira e o Guarda-Roupa
- Indicados:
  - Star Wars Episódio III - A Vingança dos Sith
  - A Luta Pela Esperança

## Melhor Montagem
- Vencedor:
  - Crash - No Limite
- Indicados:
  - Munique
  - O Jardineiro Fiel (filme)
  - Johnny & June
  - A Luta Pela Esperança

## Melhores Efeitos Visuais
- Vencedor:
  - King Kong
- Indicados:
  - Crônicas de Nárnia: O Leão, a Feiticeira e o Guarda-Roupa
  - Guerra dos Mundos

## Melhor Fotografia
- Vencedor:
  - Memórias de uma gueixa
- Indicados:
  - Batman Begins
  - O Segredo de Brokeback Mountain
  - O Novo Mundo
  - Boa Noite e Boa Sorte

## Melhor Som
- Vencedor:
  - King Kong
- Indicados:
  - Guerra dos Mundos
  - Memórias de uma Gueixa
  - Johnny & June
  - Crônicas de Nárnia: O Leão, a Feiticeira e o Guarda-Roupa

## Melhor Edição de Som
- Vencedor:
  - King Kong
- Indicados:
  - Memórias de uma Gueixa
  - Guerra dos Mundos

## Melhor Banda Sonora
- Vencedor:
  - O Segredo de Brokeback Mountain
- Indicados:
  - O Jardineiro Fiel (filme)
  - Memórias de uma Gueixa
  - Orgulho e Preconceito
  - Munique

## Melhor Canção Original
- Vencedor:
  - It's Hard out Here for a Pimp de Hustle & Flow por Three 6 Mafia
- Indicados:
  - In the Deep de Crash - No Limite
  - Travelin 'Thru de Transamérica

## Melhor Direção de Arte
- Vencedor:
  - Memórias de uma Gueixa
- Indicados:
  - As Crônicas de Nárnia: O Leão, a Feiticeira e o Guarda-Roupa
  - Harry Potter e o Cálice de Fogo
  - King Kong
  - Orgulho e Preconceito

## Melhor Documentário
- Vencedor:
  - A Marcha dos Pinguins
- Indicados:
  - Enron - Os Mais Espertos da Sala
  - Feito Cães e Gatos
  - O Pesadelo de Darwin

## In Memoriam
O segmento anual In Memoriam foi apresentado pelo ator George Clooney.
| - Teresa Wright - Norayuki "Pat" Morita - Robert F. Newmyer - Dan O'Herlihy - Vincent Schiavelli - Joe Ranft - Moira Shearer - Fayard Nicholas - Stu Linder - Sandra Dee - John Fiedler - Anthony Franciosa - Joel Hirschhorn - Guy Green - Barbara Bel Geddes - Robert Knudson | - Moustapha Akkad - Chris Penn - John Mills - Onna White - Debra Hill - Simone Simon - Robert Schiffer - Brock Peters - Ernest Lehman - Shelley Winters - Anne Bancroft - John Box - Eddie Albert - Ismail Merchant - Robert Wise - Richard Pryor |